# Pňovice
Pňovice (deutsch Kniebitz, 1939–1945 Kniebnitz) ist eine Gemeinde in Tschechien. Sie liegt sechs Kilometer östlich von Litovel und gehört zum Okres Olomouc.

## Geographie
Pňovice befindet sich im Norden der Obermährischen Senke (Hornomoravský úval) zwischen der Oskava und ihrem Zufluss Hlavnice. Gegen Süden erstreckt sich der Doubravawald.
Nachbarorte sind Želechovice und Papůvka im Norden, Újezd und Strukov im Nordosten, Žerotín, Hnojice und Stádlo im Osten, Moravská Huzová, Liboš, Krnov, Štěpánov, Novoveská čtvrť und Boudy im Südosten, Střeň im Süden, Březové, Rozvadovice, Šargoun, Chořelice, Olomoucké Předměstí und Litovel im Südwesten, Tři Dvory, Červenka und Nový Dvůr im Westen sowie Renoty und Dětřichov im Nordwesten.

## Geschichte
Archäologische Funde belegen eine Besiedlung des Gemeindegebietes während der Jungsteinzeit und Hallstattzeit.
Die erste schriftliche Erwähnung von Pnouicz erfolgte 1249 als Sitz des Vladiken Onesch de Pnouicz und dessen Sohn Blud. Onesch, der zuvor das Prädikat de Bludow geführt hatte, war ein Sohn des Blud von Bludow und von 1222 bis 1233 Burggraf in Olmütz. Im Jahre 1280 wurde der Ort als Pnevici, ab 1302 als Pnyewicz, 1311 als Pnyowicz, 1375 als Ponowicz und ab 1407 als Pniowicze bezeichnet. 1368 erwarb Pavlík von Sovinec das Gut und die Feste Pnyewicz durch Heirat. Sein Sohn Ješek, der sich 1405 erstmals mit dem Prädikat „z Pňovic“ bezeichnete, begründete den Familienzweig von „Sovinec und Pňovice“ (Pňovský ze Sovince). Dessen Sohn Jan war 1420 Oberster Landrichter in Olmütz, 1425–1427 Hauptmann von Litovel und anschließend bis 1430 Hauptmann von Olmütz. Er erweiterte während der Hussitenkriege die Herrschaft um das ehemalige Hradischer Klosterdorf Želechovice. 1446 folgte Jans Sohn Hynek Pňovský ze Sovince, der die Feste sowie die Dörfer Pňovice, Lhota und Lávka seiner Frau Elišca von Kunstadt überschrieb. Ab 1481 ist Hyneks Sohn Jan und von 1490 bis 1498 dessen Bruder Jiří als Besitzer nachweisbar. Um 1490 war Niklas Pecze von Tuleschitz Eigentümer der Güter Tuleschitz und Kniebitz. Tuleschitz ging 1520 an die von Rechenberg. Pňovice (Kniebitz) im Jahre 1500 an den Herrn Johann Stietinsky von Kostnik.
Heralt Pňovský ze Sovince, der seit 1510 Besitzer des Gutes Pňovice, der Dörfer Želechovice, Senice, Popůvky sowie der wüsten Dörfer Lávka und Lhota war, ließ auf morastigem Ackerland fünf Fischteiche, darunter den Řitovský rybník und Lavecký rybník, anlegen. 1531 fiel die Herrschaft dem Gläubiger des überschuldeten Ješek Pňovský ze Sovince,
Jan Lhotský von Ptení und dessen Frau Mandalena von Vimperk zu, der gegen den Verkauf für 16.000 Gulden an Johann von Pernstein in Einspruch gegangen war. Ihm folgte sein Sohn Zdeněk Lhotský von Ptení, der das Gut Pňovice mit der Feste und der um 1550 gegründeten Brauerei sowie den Dörfern Želechovice und Popůvky (Popovice) 1555 an Wenzel Berka von Dubá verkaufte. Dieser schlug das Gut seiner Herrschaft Sternberg zu. Popůvky wurde dabei letztmals als Dorf aufgeführt. Wahrscheinlich erlosch das seit 1078 nachweisbare Dorf während der von 1556 bis 1558 andauernden Pestepidemie, bei der die gesamte Herrschaft Sternberg verödete und verarmte. 1574 wurde anstelle des erloschenen Dorfes Popůvky der Hof Popuvský (Papůvka) angelegt.
Ab 1534 wurde das Dorf als Kniebitz bzw. Knibitz und ab 1572 als Piňovice bzw. Pyniowicze bezeichnet. Nachfolgender Besitzer war Karl II. von Münsterberg, der 1570 durch Heirat an die Herrschaft Sternberg gelangt war. Die Feste, die ihre Bedeutung als Herrensitz verloren hatte, wurde dem Verfall preisgegeben und 1599 letztmals erwähnt. Später entstand an ihrer Stelle ein herrschaftlicher Speicher. 1642 besetzten schwedische Truppen das Gebiet und hielten es noch bis 1650. Die Matriken wurden ab 1648 in Gnoitz und seit 1771 vor Ort geführt. Nach dem Tod des Herzogs Karl Friedrich I. von Münsterberg-Oels, mit dem die schlesische Linie der Podiebrader erlosch, folgte ihm 1647 sein Schwiegersohn Silvius I. Nimrod von Württemberg-Oels. Er ließ mit Bewilligung Kaiser Leopolds I. zum 9. September 1692 die Herrschaft Sternberg in drei Ämter teilen; von denen seine Nachkommen Christian Ulrich Knibitz, Karl  Sternberg und Silvius II. Friedrich Karlsberg erhalten sollten.
Im Jahre 1691 lebten in dem Dorf 178 Personen, davon waren 73 Kinder, 44 Frauen, 37 Männer, 17 Mägde und elf Knechte. Christian Ulrich verkaufte das Amt Knibitz am 18. Juni 1695 an Johann Adam Andreas von Liechtenstein, der sechs Tage später auch das Amt Sternberg von Anna Sophia von Mecklenburg erwarb. Nachdem Johann Adam von Liechtenstein am 1. September 1699 auch das 1693 von Silvius II. Friedrich an Dietrich Heinrich von Strattmann verkaufte Amt Karlsberg in seinen Besitz bringen konnte, vereinte er die Herrschaft wieder. Weitere Namensformen waren Piňovitz (1672), Kniwitz (1678) und Knibis (ab 1720). Im Jahre 1786 ließ Wenzel von Liechtenstein ein Schulhaus errichten, das 1792 eingeweiht wurde.
Zum Gut Knibitz gehörten die Meierhöfe Luschitz und Popuwek. Letzteren Hof ließen die Fürsten von Liechtenstein 1812 neu errichten, er galt der größte in ganz Mähren. Die Fischteiche wurden im 19. Jahrhundert trockengelegt. Mit der Einschulung der Kinder aus Strukov musste das Schulhaus 1827 erweitert werden. 1843 lebten in den 94 Häusern des Ortes 704 Menschen. Dem Dorfbrand vom 27. Mai 1835 fiel auch die Schule zum Opfer, der Unterricht wurde 1856 wieder aufgenommen. Bis zur Mitte des 19. Jahrhunderts blieb der Ort immer zur Fürstlich Liechtensteinischen Herrschaft Sternberg untertänig.
Nach der Aufhebung der Patrimonialherrschaften bildete Piňovice/Kniebitz ab 1850 eine Gemeinde in der Bezirkshauptmannschaft Litovel und dem Gerichtsbezirk Uničov. Zu dieser Zeit hatte die Gemeinde 688 Einwohner. 1869 lebten in den 79 Häusern des Ortes 811 Personen. Ab 1855 gehörte Pňovice zum Bezirk Uničov, ab 1868 zum Bezirk Litovel und ab 1909 unter dem Namen Piňovice zum Bezirk Sternberg. Zwischen 1869 und 1870 wurde die Schule erweitert. 1876 ersteigerte die Gemeinde mit Unterstützung der Fürsten von Liechtenstein die alte Weinbrennerei, die drei Fünftel des Kaufpreises übernahmen, für 12.560 Gulden und baute diese zur Schule um. Die alte Schule und die restlichen Teile der Weinbrennerei wurden 1878 verkauft. Im Jahre 1880 war das Dorf auf 109 Häuser angewachsen und hatte 810 Einwohner. Zehn Jahre später lebten in den 115 Häusern 834 Personen. Im Jahre 1900 wurden 1648 ha der 1696 ha umfassenden Gemarkung landwirtschaftlich genutzt und die 124 Häuser von 822 Personen bewohnt. 1912 wurde die Gemeinde dem Bezirk und Gerichtsbezirk Litovel zugeordnet. Beim Zensus von 1921 wurden 136 Häuser und 883 Einwohner gezählt. 1930 bestand Pňovice bereits aus 160 Häusern, in denen 872 Personen lebten. Seit 1921 wird wieder der Ortsname Pňovice verwendet. Während der deutschen Besetzung erhielt der Ort den deutschen Namen Kniebnitz. 1949 kam das Dorf zum Bezirk und Gerichtsbezirk Šternberk. 1950 bestand der Ort aus 188 Häusern und hatte 779 Einwohner. 1958 wurden Teile der Gemarkung an Strukov angeschlossen. Im Zuge der Gebietsreform von 1960 wurde Pňovice nach der Auflösung des Okres Šternberk dem Okres Olomouc zugeordnet. Im Jahre 1961 bestand Pňovice aus 176 in denen 837 Personen lebten, 1970 waren in den 192 Häusern des Dorfes 867 Personen gemeldet. Im Jahre 1980 erfolgte die Eingemeindung nach Litovel. Nach der Samtenen Revolution löste sich Pňovice wieder los und bildete seit 1990 eine eigene Gemeinde. Beim Zensus von 1991 wurden 875 Einwohner, 282 Wohnungen und 226 Einfamilienhäuser gezählt.

## Gemeindegliederung
Für die Gemeinde Pňovice sind keine Ortsteile ausgewiesen. Zu Pňovice gehören die Ansiedlungen Boudy und Papůvka (Papuskahof, auch Papůvkahof).

## Sehenswürdigkeiten
- Historischer Dorfplatz am linken Ufer der Oskava
- Klassizistische Pfarrkirche des hl. Wenzel, erbaut 1771, geweiht wurde sie 1777
- Altes Pfarrhaus aus dem Jahre 1773
- Statue des hl. Johannes von Nepomuk auf dem Dorfplatz, geschaffen 1860
- Landschaftsschutzgebiet Litovelské Pomoraví, südlich und südwestlich des Dorfes